# Reforma (krant)

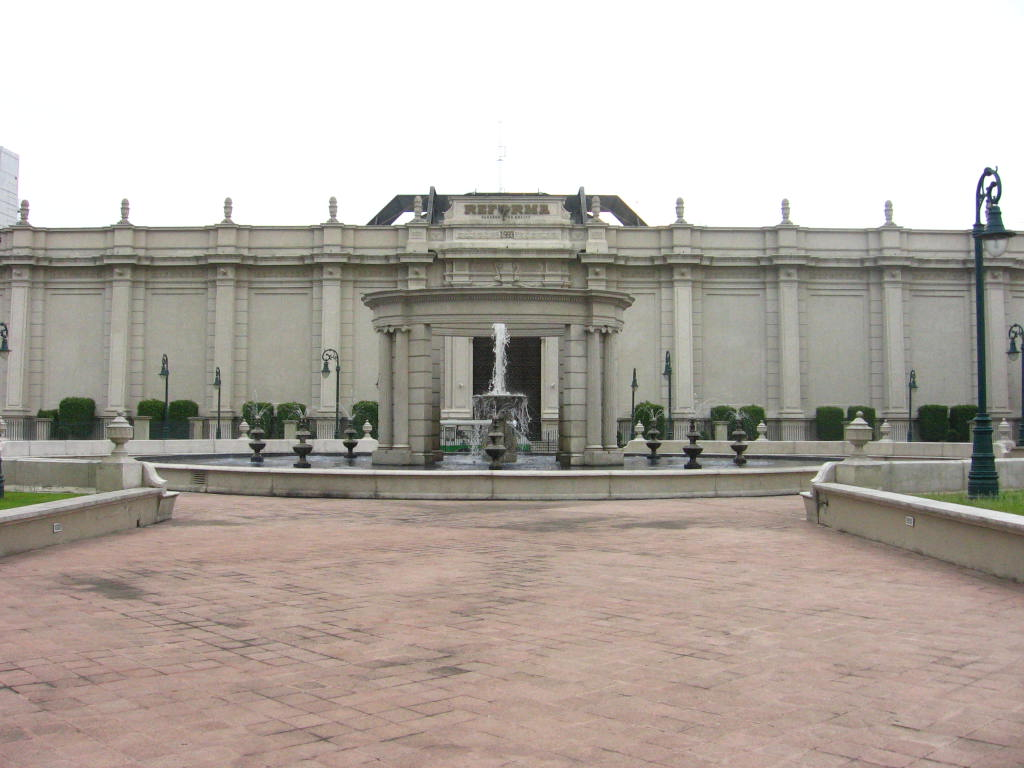
Hoofdkantoor van Grupo Reforma in Mexico-Stad

Reforma is een dagblad dat in Mexico wordt uitgegeven.
De krant is onderdeel van de Grupo Reforma. De groep heeft in Mexico-Stad 276.700 abonnees en 400.000 in het hele land. De krant is genoemd naar de Paseo de la Reforma, een straat in Mexico-Stad. De krant bestaat sinds 1993 en is opgericht als aftakking van El Norte, een krant uit Monterrey. Hoewel de krant onafhankelijk is, geldt ze als centrumrechts.
Bekende columnisten en medewerkers zijn Carlos Fuentes, Carlos Monsiváis, Enrique Krauze, Jorge Castañeda, José Woldenberg, Lorenzo Meyer en Mario Vargas Llosa.